# Ludwik Sielicki
Ludwik Sielicki ros. Людвиг Иванович Селицкий (ur. 25 grudnia 1903 w Wielkim Trilesinie, obwód mohylewski, zm. 5 marca 1977) – partyzant białoruski, pułkownik MO, oficer Armii Czerwonej, członek Wszechzwiązkowej Komunistycznej Partii bolszewików (WKP(b)).

## Życiorys
Ludwik Sielicki urodził się w rodzinie Jana i Emilii. Członek WKP(b) od 1926 roku. Od 1938 roku zajmował się pracą gospodarczą i partyjną w obwodach witebskim i białostockim. Po ataku Niemiec na ZSRR od lipca 1941 był jednym z liderów ruchu partyzanckiego w regionie witebskim. Od lutego 1942 roku był dowódcą grupy partyzanckiej i komisarzem oddziału, od lipca 1942 do kwietnia 1943 komisarzem. Od listopada 1942 do kwietnia 1944 roku dowódca 1 Brygady Partyzanckiej im. K.S. Zasłonowa, jednocześnie od czerwca 1943 roku I sekretarz podziemnego komitetu okręgowego WKP(b) w Orszy. Od maja 1944 roku pozostawał do dyspozycji Centralnego Komitetu WKP(b).
Od 1 września 1944 roku był zastępcą komendanta głównego Milicji Obywatelskiej w Lublinie. 14 kwietnia 1945 roku został kierownikiem Wydziału do Walki z Bandytyzmem w Ministerstwie Bezpieczeństwa Publicznego. 15 stycznia 1946 roku został zastępcą dyrektora Departamentu VII MBP. 21 lutego 1946 został powołany na stanowisko dyrektora Departamentu I MBP. 25 września 1946 roku został naczelnikiem Wydziału Ochrony Rządu. 30 czerwca 1948 roku został zwolniony z zajmowanego stanowiska i odkomenderowany do ZSRR. 
W latach 1948–1971 był komisarzem wojskowym w Uzbeckiej SRR oraz inżynierem administracji autostrady Moskwa-Brześć.

## Ordery i odznaczenia
- Order Krzyża Grunwaldu III klasy (10 października 1945)[2]
- Złoty Krzyż Zasługi (17 września 1946)[3]
- Order Lenina (ZSRR)[4]
- Order Czerwonego Sztandaru (ZSRR, 1948)[4]
- Order Wojny Ojczyźnianej I klasy (ZSRR)[4]
- Medal „Partyzantowi Wojny Ojczyźnianej” I klasy (ZSRR)[4]

## Upamiętnienie
Jedną z ulic w mieście Orsza nazwano jego imieniem.